# Liste von Persönlichkeiten der Stadt Bayreuth
Diese Liste enthält in Bayreuth geborene Persönlichkeiten sowie solche, die in Bayreuth gewirkt haben, jedoch andernorts geboren wurden. Die Liste erhebt keinen Anspruch auf Vollständigkeit.

## In Bayreuth geborene Persönlichkeiten

### Bis 1700
- Anna Maria von Brandenburg-Bayreuth (1609–1680), Prinzessin von Brandenburg-Bayreuth
- Michael Conrad Hirt (1613–1671), Maler des Barock
- Erdmann August von Brandenburg-Bayreuth (1615–1651), Erbprinz von Brandenburg-Bayreuth
- Georg Albrecht (1619–1666), Begründer der Kulmbacher Nebenlinie
- Christian Ernst (1644–1712), Markgraf des fränkischen Fürstentums Bayreuth
- Gottfried Händel (1644–1698), evangelischer Theologe und Lieddichter
- Christian Heinrich (1661–1708), Adeliger
- Erdmann von Stein (1662–1739), Oberhofmeister, Wirklicher Geheimer Rat und Premierminister von Bayreuth
- Johann Joseph Seyler (1669–1719), Pädagoge und evangelischer Theologe
- Christiane Eberhardine von Brandenburg-Bayreuth (1671–1727), Kurfürstin von Sachsen
- Georg Wilhelm (1678–1726), Markgraf des fränkischen Fürstentums Bayreuth
- Johann Lorenz Fleischer (1689–1749), Jurist, Hochschullehrer und Rektor
- Johann Gottfried von Meiern (1692–1745), Jurist, Historiker, Hochschullehrer und Archivar
- Johann Ernst Teichmann (1694–1746), evangelischer Pfarrer und Historiker
- Johann Wolfgang Kipping (1695–1747), Jurist und Hochschullehrer
- Raban Heinrich von Spiegel zu Peckelsheim (1697–1745), Erbmarschall im Hochstift Paderborn, Domherr und Domkustos im Hochstift Naumburg
- Adam Anton von Meyern (1700–1774), Jurist, Diplomat und Kurator der Universität Erlangen

### 18. Jahrhundert

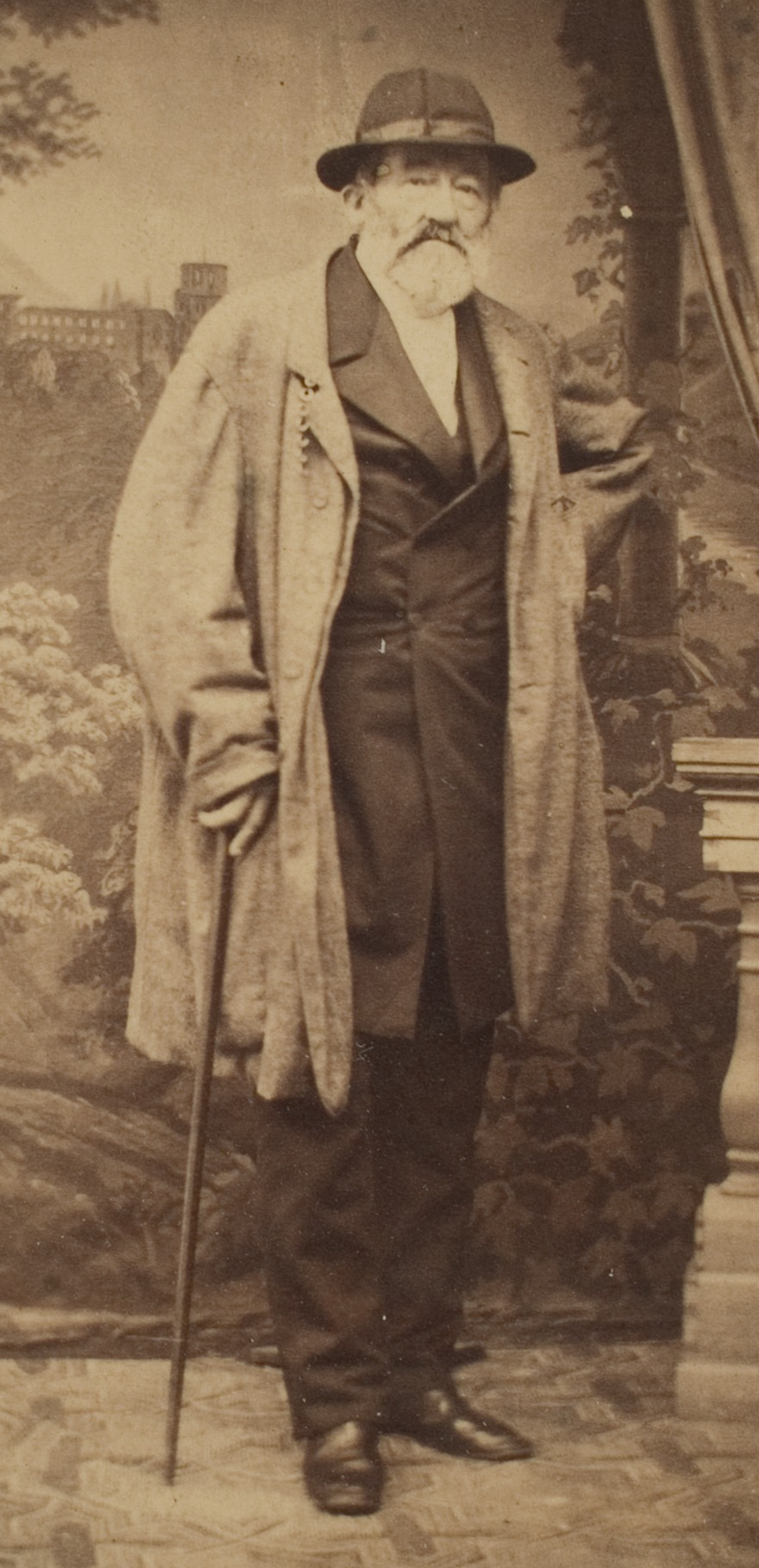
Christian Kapp

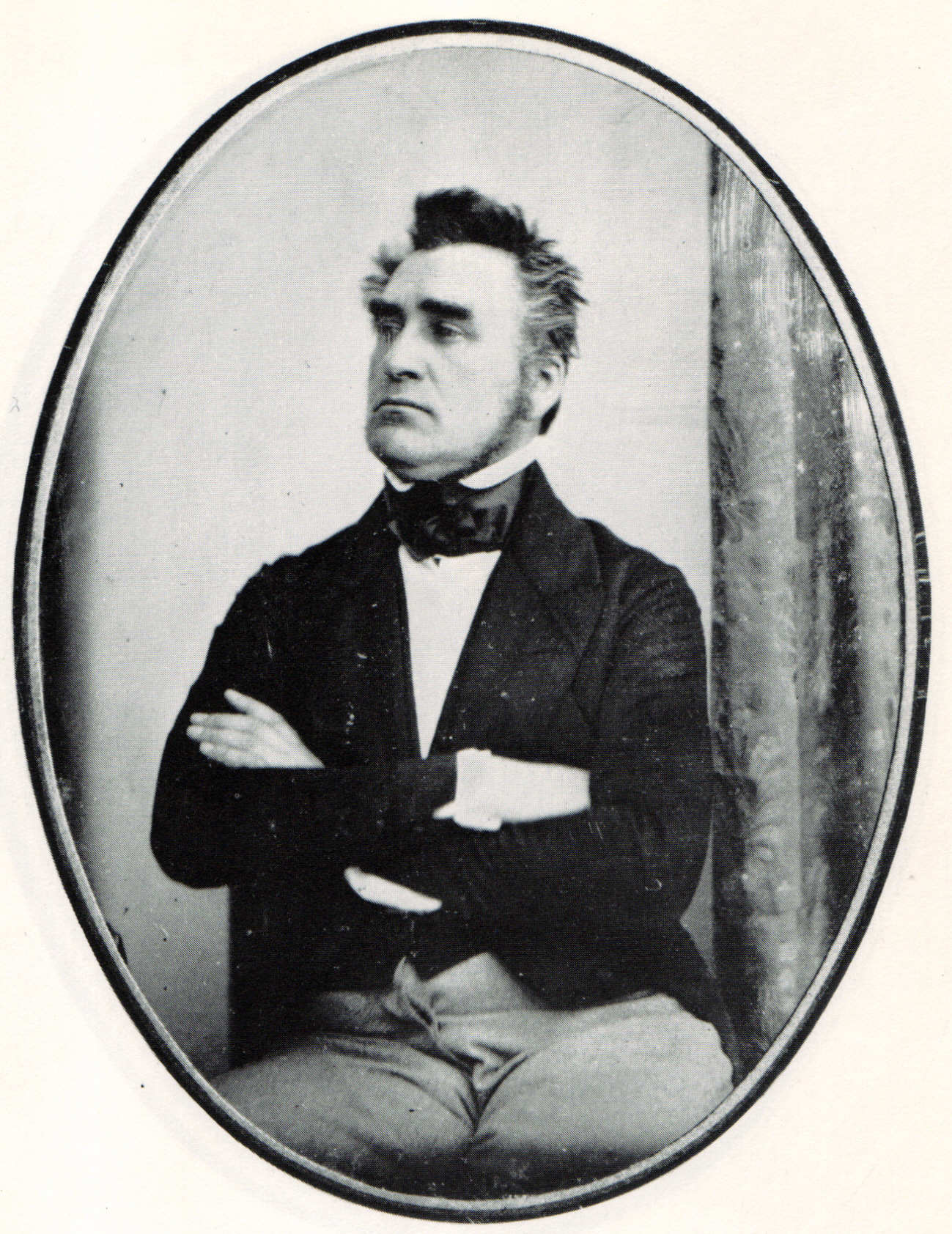
Heinrich von Gagern 1848

- Margareta Katharina Schlenck (1702–1721), die als Stecknadelbraut in die Stadtgeschichte eingegangen ist
- Germann August Ellrod (1709–1760), Generalsuperintendent des Fürstentums Bayreuth
- Georg Wilhelm Pötzinger (1709–1753), lutherischer Theologe, Mathematiker und Hochschullehrer
- Johann Friedrich Hähn (1710–1789), Generalsuperintendent in Aurich
- Friedrich Wilhelm Stübner (1710–1736), Mathematiker, Philosoph und Hochschullehrer
- Kasimir Christoph Schmidel (1718–1792), Arzt und Botaniker
- Rudolf Albini (1719–1797), Hofstuckateur
- Johann Gottlob von Meyern (1720–1789), Verwaltungsjurist und Hofbeamter
- Franz Xaver von Hohenzollern-Hechingen (1720–1765), Graf von Hohenzollern-Hechingen
- Philipp Ernst von Borcke (1729–1792), preußischer Generalmajor, Träger des Pour le Mérite
- Friedrich Heidenreich (1741–1803), Orgelbauer
- Georg Christian Unger (1743–1799), Architekt und Baumeister
- Johann Rudolf Heinrich Richter (1748–1810), Architekt und Landschaftsmaler
- Christian Räntz (1750–1795), Bildhauer, Zeichner und Kupferstecher aus der Künstlerfamilie Räntz
- Erhard Friedrich Vogel (1750–1823), evangelischer Pfarrer
- Johann David Schoepf (1752–1800), Chirurg, Botaniker, Zoologe und Naturforscher
- Carl Graf Bose (1753–1809), Königlich Sächsischer Kabinettsminister, Wirklicher Geheimer Rat sowie Kursächsischer Oberhofmarschall
- Anna Heinel (1753–1808), Tänzerin
- Johann Georg Wunderlich (1755–1819), Flötist, Hochschullehrer und Komponist
- Johann Jakob Cella (1756–1820), Jurist und Schriftsteller
- Andreas Schumann (1757–1828), deutscher Pädagoge und Autor
- Friedrich August von Ausin (1758–1837), preußischer Beamter und bayerischer Geheimrat
- Salomon Pinhas (1759–1837), Miniaturmaler und Radierer
- Justus Friedrich Zehelein (1760–1802), Schriftsteller, Komponist, Justizamtmann und Radierer
- Ludwig Abeille (1761–1838), Pianist und Komponist
- George Christian Arnold (1762–nach 1806), Jurist und Geheimer Regierungsrat
- Carl Friedrich Ludwig von Gontard (1764–1839), Oberstleutnant ein Platzmajor von Berlin
- Karl Christian Riedel (1764–1838), Architekt, Maler und fürstlicher Land- und Bauinspektor
- Christoph Ammon (1766–1850), protestantischer Theologe
- Johann Heinrich Liebeskind (1768–1847), Jurist und Autor
- Johann Christoph Friedrich Götschel (1768–1812), lutherischer Geistlicher, Superintendent in Prag und Eutin
- Karl Wilhelm Ernst von Waldenfels (1772–1807), preußischer Offizier
- Friedrich Wilhelm von Ellrodt (1772–1844), deutscher Handelsmann und Abgeordneter
- Wilhelm von Krauseneck (1774–1850), Generalfeldmarschall und Geodät
- Johann Gottlieb Münch (1774–1837), evangelischer Theologe und Hochschullehrer
- Christian Karl Barth (1775–1853), Historiker
- Carl Traugott Eisrich (1776–1835), russischer Komponist und Dirigent
- Johanna Costenoble (1777–1828), Theaterschauspielerin
- Erhard Christian Hagen von Hagenfels (1786–1868), erster rechtskundiger Bürgermeister von Bayreuth
- Hermann von Regemann (1794–1868), Königlich-bayerischer Oberstleutnant, Mitglied des kurhessischen Landtags
- Ludwig Förster (1797–1863), österreichisch-deutscher Architekt
- Johann Wolfgang Ferdinand Lammers (1795–1855), Jurist und Bürgermeister
- Henriette Alexandrine von Nassau-Weilburg (1797–1829), Ehefrau von Erzherzog Karl von Österreich
- Christian Hohe (1798–1868), Zeichner, Maler und Lithograf
- Christian Kapp (1798–1874), badischer Politiker, Professor der Philosophie
- Heinrich von Gagern (1799–1880), Politiker, wurde am 19. Mai 1848 erster Präsident der Frankfurter Nationalversammlung.
- Otto Ferdinand Dubislav von Pirch (1799–1832), preußischer Hauptmann und Reiseschriftsteller
- August Riedel (1799–1883), Maler
- Karl Friedrich Wilhelm Braun (1800–1864), Apotheker, Botaniker, Geologe und Paläontologe
- Philipp Heinel (1800–1843), Maler
- Johann Heinrich Schirmer (1800–1866), Generalmajor

### 19. Jahrhundert

#### 1801 bis 1850

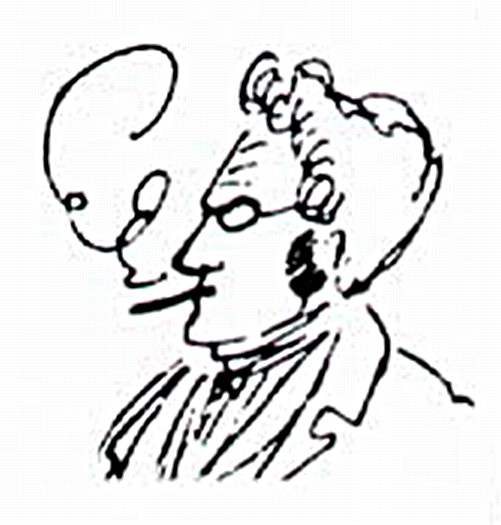
Max Stirner, Skizze von Friedrich Engels (1842)

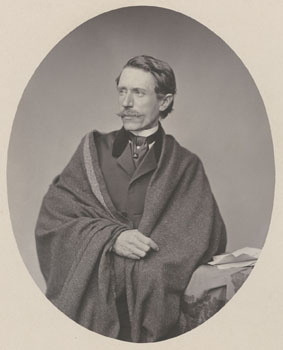
Moritz Wagner

- Julius von Haeften (1802–1866), Landrat und Oberregierungsrat
- Johann Wilhelm Holle (1802–1862), Heimatforscher
- Wilhelmine Berger, geborene Pichler (1805–1837), Schauspielerin
- Karl von Burger (1805–1884), lutherischer Theologe
- Rudolf Wagner (1805–1864), Anatom und Physiologe
- Max Stirner (1806–1856), Philosoph und Journalist
- Eduard von Bomhard (1809–1886), Politiker
- Heinrich Heerwagen (1811–1888), Lokalhistoriker
- Eduard Riedel (1813–1885), Architekt
- Moritz Wagner (1813–1887), Reisender, Geograph und Naturforscher
- Johann Friedrich Will (1815–1868), Mediziner, Zoologe und Hochschullehrer
- Friedrich Karl Wunder (1815–1893), Lithograf
- Jakob Herz (1816–1871), Arzt
- Samuel Gottfried Christoph Cloeter (1823–1894), lutherischer Pfarrer, Gründer von Gnadenburg in Russland
- Max von Wilmersdörffer (1824–1903), Bankier, Diplomat und Münzsammler
- Julius Herz, geadelt Julius Herz Ritter von Hertenried (1825–1910), deutsch-österreichischer Eisenbahningenieur
- Melchior Stenglein (1825–1903), Jurist
- Franz Ulpian Wirth (1826–1897), Politiker und Friedensaktivist
- August Zapf (1826–1910), Opernsänger
- Auguste Podesta (1827–1902), Opernsängerin
- Ferdinand Gottfried von Herder (1828–1896), Botaniker
- Karl von Lotzbeck (1832–1907), Generalstabsarzt der Bayerischen Armee
- Julius Bayerlein (1838–1899), Unternehmer und Mitglied des Deutschen Reichstags
- Wilhelm von Diez (1839–1907), Maler und Illustrator
- Bernhard Schnappauf (1840–1904), Bader und Chirurg
- Albert Berthold (1841–1926), Schauspieler und Theaterdirektor
- Leopold Friedrich Ranke (1842–1918), lutherischer Theologe
- Otto Pöhlmann (1848–1927), Bezirkspräsident und Mitglied des Deutschen Reichstags
- Philipp Zorn (1850–1928), Kirchen- und Staatsrechtler

#### 1851 bis 1875
- Heinrich Harburger (1851–1916), Jurist und Hochschullehrer
- Max Sänger (1853–1903), Frauenarzt und Geburtshelfer
- Franz Muncker (1855–1926), Literaturhistoriker
- Eugen Würzburger (1858–1938), Statistiker und Hochschullehrer
- Ludwig Wiesinger (1859–1942), Kaufmann und Hamburger Senator
- Max Schröder (1862–1922), Architekt
- Anton Hoffmann (1863–1938), Maler, Illustrator, Heereskundler und Hochschullehrer
- Karl Strehl (1864–1940), Physiker und Optiker
- Heinrich Becher (1865–1941), Richter
- Karl Hugel (1865–1937), Schneider und Mitglied des Deutschen Reichstags
- Carl Sartorius (1865–1945), Jurist
- Heinrich Kolb (1867–?), Verwaltungsjurist
- Richard Engelmann (1868–1966), Bildhauer
- Ivo Striedinger (1868–1943), Professor für Archivkunde
- Heinrich Hopf (1869–1929), deutscher Politiker (SPD)
- Christian Ritter von Langheinrich (1870–1950), Jurist und Politiker
- Otto Dimroth (1872–1940), Chemiker
- Raimund Lurz (1872–?), Verwaltungsjurist und Bezirksamtmann in Bad Tölz
- Richard Degen (1872–1945), Senatspräsident beim Bayerischen Obersten Landesgericht und Oberlandesgericht München
- Theodor von der Pfordten (1873–1923), Oberstlandesgerichtsrat am Bayerischen Obersten Landesgericht
- Wilhelm von Eitzenberger (1875–1956), königlich-bayerischer Offizier
- Wilhelm Krausneck (1875–1927), Jurist, Verwaltungsbeamter und Politiker
- Johann Panzer (1875–1950), sozialdemokratischer Politiker
- Johann Sophian Christian Richter (1875–1951), Politiker

#### 1876 bis 1900
- Elsie Kupfer (1877 – n. 1944), deutsch-US-amerikanische Botanikerin
- Hans Brand (1879–1959), Geologe, Bergbauingenieur und SS-Standartenführer
- Emil Bems (1881–1961), Jurist
- Dora Koch-Stetter (1881–1968), Malerin sowie Grafikerin
- Julius Steeger (1881–1954), Verleger und Politiker
- Lene Stuhlfauth (1883–1967), Schriftstellerin
- Fritz Meyer (1884–1953), Verwaltungsjurist und Bezirksoberamtmann in Stadtsteinach und Bamberg
- Richard Kummer (1884–1971), Landrat im Landkreis Lindau (Bodensee)
- Friedrich Böhner (1885–1965), Jurist
- Fritz Heim (1887–1980), Geologe und Polarforscher
- Hermann Maria Stoeckle (1888–1972), römisch-katholischer Geistlicher und Rektor des Campo Santo Teutonico
- Max Kolb (1889–1970), Politiker (NSDAP)
- Fritz Neuland (1889–1969), Rechtsanwalt
- Ludwig Dittmar (1889–1962), NSDAP-Politiker, Bezirksamtmann und Ministerialbeamter
- Wilhelm Leuschner (1890–1944), Gewerkschafter und Politiker
- Hans Reissinger (1890–1972), Architekt
- Karl Schwend (1890–1968), Beamter und Politiker
- Christian Ritter von Popp (1891–1964), Architekt
- Fritz Rasp (1891–1976), Film- und Bühnendarsteller
- Hans Schemm (1891–1935), NSDAP-Gauleiter
- Max Zeidelhack (1891–1955), Politologe und Rüstungsfunktionär
- Robert Ritter von Greim (1892–1945), Heeres- und Luftwaffenoffizier, 1945 Generalfeldmarschall
- Robert Krauß (1894–1953), Generalmajor der Luftwaffe
- Carola von Crailsheim (1895–1982), Schriftstellerin und Übersetzerin
- Hans Schmidt (1895–1971), Generalleutnant
- Karl Helbig (1897–1951), Maler und Bildhauer
- Heinrich Horlbeck (1897–1980), Politiker
- Claire Born (1898–1965), Sängerin
- Fritz Meyer (1898–1980), Rechtsanwalt und Kommunalpolitiker
- Karl Albrecht Schmidt (1898–1972), Bundesrichter am Bundesverwaltungsgericht
- Michael Redwitz (1900–1946), SS-Hauptsturmführer und Schutzhaftlagerführer
- Hans Fiehler (1890–1969), Liederdichter, Kunstmaler, Pazifist

### 20. Jahrhundert

#### 1901 bis 1930

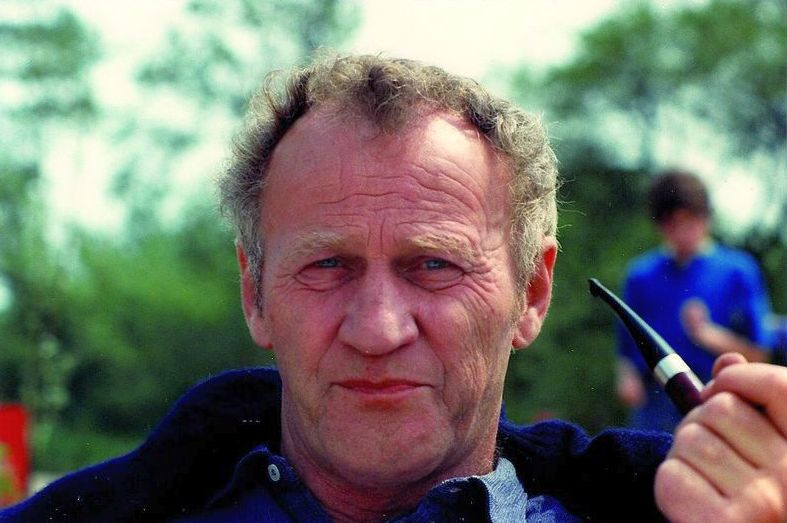
Max von der Grün

- Franz Wilhelm Beidler (1901–1981), Schweizer Publizist
- Konrad Pöhner (1901–1974), Unternehmer, Verbandspräsident und Politiker
- Christoph von Petz (1901–1976), Architekt und Baubeamter
- Rudolf Graber (1903–1992), Theologe und römisch-katholischer Bischof
- Rudolf Niess (1903–1982), Architekt und Gebrauchsgrafiker
- Ludwig Kirschner (1904–1945), deutscher Offizier, zuletzt Generalmajor im Zweiten Weltkrieg
- Max Sollmann (1904–1978), Kaufmann und SS-Führer
- Friedrich Kless (1906–1994), General der Luftwaffe
- Hans Hornberger (1907–1944), Widerstandskämpfer gegen den Nationalsozialismus
- Ludwig Ruckdeschel (1907–1986), NSDAP-Funktionär
- Walter Rollwagen (1909–1993), Physiker
- Hilde Marx (1911–1986), deutsch-US-amerikanische Lyrikerin, Schriftstellerin und Journalistin
- Franz Kelch (1915–2013), Sänger
- Wieland Wagner (1917–1966), Opernregisseur und Bühnenbildner
- Paul Riebel (1918–2001), Betriebswirt
- Friedelind Wagner (1918–1991), älteste Tochter von Siegfried Wagner
- Wolfgang Wagner (1919–2010), Opernregisseur und Bühnenbildner
- Verena Lafferentz (1920–2019), Stiftungsfunktionärin in der  Richard-Wagner Stiftung und Mitwirkende bei der Neugestaltung des Richard-Wagner Museums in Bayreuth
- Fritz Köhlein (1924–2023), Sachbuchautor
- Walter Rosenwald (1924–2012), Ministerialbeamter, Militärhistoriker und Ordenskundler
- Erich Rappl (1925–2008), Musikwissenschaftler, Journalist, Autor und Stadtrat von Bayreuth
- Armin Dietzel (1926–2012), evangelischer Theologe und Bibliothekar
- Max von der Grün (1926–2005), Schriftsteller
- Fred Gebhardt (1928–2000), Politiker (SPD)
- Kurt Herterich (1928–2015), Autor stadtgeschichtlicher Publikationen über Bayreuth
- Fritz Semmelmann (1928–2011), Fußballspieler
- Leni Hofknecht (1929–2021), Weitspringerin
- Wolfgang Wild (1930–2023), Kernphysiker und Politiker

#### 1931 bis  1950
- Werner Meyer (1931–2008), Journalist, Autor und Dozent
- Armin Hohlweg (1933–2022), Byzantinist
- Egon Lutz (1934–2011), Politiker (SPD)
- Walter Demel (1935–2023), Skilangläufer
- Hans Rauh (* 1935), Maler
- Traudl Kleefeld (1936–2024), Neuphilologin, Historikerin, Autorin und ehrenamtliche Mitarbeiterin in der evangelischen Kirche
- Peter Schmidt (1937–2025), Designer
- Heiner Zametzer (1937–2006), Kulturhistoriker und Kulturwissenschaftler
- Michael Hereth (* 1938), deutsch-französischer Politikwissenschaftler
- Manfred Opel (* 1938), Politiker (SPD)
- Fritz Föttinger (* 1939), Maler, Mundartschriftsteller, Grafiker und Keramiker
- Udo Steiner (* 1939), Richter des Bundesverfassungsgerichts
- Hermann Rongstock (1941–2012), Maler, Grafiker, Illustrator und Zeichner
- Bernd R. Salfner (* 1942), Künstler und Kinderarzt
- Rudi Busse (1943–2007), Mediziner und Physiologe
- Helmut Brückner (* 1944), Politiker (Bündnis 90/Die Grünen)
- Georg Kuhlins (1944–1990), Ethnograph und Museumsdirektor
- Helmut G. Walther (* 1944), Historiker
- Fritz Presl (* 1945), Politiker (SPD)
- Roland Hausser (* 1946), Germanist, Computerlinguist und Hochschullehrer
- Erich Rödig (* 1946), Sanitätsoffizier
- Daphne Wagner (* 1946), Schauspielerin
- Brigitte Meyer (* 1947), Politikerin
- Gottfried Wagner (* 1947), Opernregisseur, Multimediaregisseur und Publizist
- Gerhard Bleimüller (1948–2024), Apotheker
- Klaus Bötig (1948–2025), Reiseschriftsteller
- Rolf Heißler (1948–2023), Mitglied der Rote Armee Fraktion (RAF)
- Elmar Mai (* 1948), Biologe, Autor, Filmrealisator und Wissenschaftsjournalist
- Peter Maus (1948–2022), Opernsänger (Tenor)
- Martin Wirsing (* 1948), Informatiker und Hochschullehrer
- Hermann Zwi Szajer (* 1948), Künstler
- Günther Zettel (1948–2015), Jurist, Landesverfassungsrichter in Sachsen-Anhalt
- Hartmut Ernst (* 1949), Informatiker und Hochschullehrer
- Jörg Evers (1950–2023), Gitarrist, Bassist, Komponist, Arrangeur und Musikproduzent
- Horst Friedrich (* 1950), Politiker

#### 1951 bis 1960
- Reinhard Feldmeier (* 1952), evangelischer Theologe
- Harald Weigel (* 1952), Germanist und Bibliothekar
- Horst Knörrer (* 1953), Mathematiker
- Peter P. Pachl (1953–2021), Regisseur, Intendant, Autor und Publizist
- Hans Dieter Tylle (* 1954), bildender Künstler
- Manfred Hößl (* 1955), Kirchenmusiker und Herausgeber
- Peter Pilhofer (* 1955), evangelischer Theologe und Neutestamentler
- Brigitte Merk-Erbe (* 1956), Oberbürgermeisterin
- Martin Leutzsch (* 1956), evangelischer Theologe
- Hans Losert (* 1956), Mittelalterarchäologe
- Uwe Meixner (* 1956), Philosoph
- Klaus Schilling (* 1956), Professor für Robotik und Telematik
- Antje Vogel-Sperl (* 1956), Politikerin
- Bernhard Liechtenauer (* 1957), Generalmajor des Heeres der Bundeswehr
- Stephan Reichenberger (* 1957), Fernsehautor, Formatentwickler und Kreativproduzent
- Thomas Bräutigam (* 1958), Literatur- und Medienwissenschaftler
- Rainer Hartmann (1958–2023), Jazzmusiker
- Hans-Jürgen Herrmann (* 1958), Fotograf und Fotodesigner
- Gottfried M. Wolff (* 1958), Provinzial
- Alexander Wolfrum (* 1958), Gitarrist, Komponist und Liedtexter
- Gudrun Brendel-Fischer (* 1959), Politikerin
- Veit Scherzer (* 1959), Ordenskundler, Autor, Herausgeber und Verleger
- Wolfgang Bär (* 1960), Jurist, Richter am Bundesgerichtshof
- Martin Dressel (* 1960), Physiker, Professor für Experimentalphysik
- Roland E. Fischer (* 1960), adventistischer Theologe
- Udo Konradi (* 1960), Fußballspieler

#### 1961 bis  1970
- Reinhard Bachmann (* 1961), Wirtschafts- und Sozialwissenschaftler
- Norbert Mahler (1961–2013), Schauspieler und Regisseur
- Michael Kobel (* 1961), Teilchenphysiker
- Gerhard Schoberth (* 1961), Profiboxer
- Peter Thuy (* 1961), Wirtschaftswissenschaftler
- Jürgen Eckert (* 1962), Ingenieur und Werkstoffwissenschaftler
- Susann Opel-Götz (* 1963), Illustratorin, Autorin und Grafikerin
- Stefan Rauh (1963–2023), Musiker, Komponist und Musikverleger
- Sylke Tempel (1963–2017), Journalistin und Buchautorin
- Stephan Mösch (* 1964), Musikwissenschaftler, Opernforscher und Journalist
- Rupert Pfab (* 1964), Kunsthistoriker und Ausstellungskurator
- Johannes Wahnfried Betz (* 1965), Drehbuchautor und Schriftsteller
- Stephan Detjen (* 1965), Journalist
- Antje Haugg (* 1965), Kinderbuchautorin
- Peter Kees (* 1965), Konzeptkünstler
- Dieter Wendel (* 1965), Musiker, Komponist und Leitender Landesposaunenwart in Bayern
- Michael Schober (* 1966), Illustrator und Autor
- Sylvia Limmer (* 1966), Politikerin, Mitglieder des Europaparlaments
- Klay Shroedel (* 1966), Musikproduzent, Filmproduzent, Oscar-Gewinner 1998 beste Musik „Titanic“ (im Team von James Horner)
- Thomas Hacker (* 1967), Diplomkaufmann und Steuerberater
- Lothar Quinkenstein (* 1967), Schriftsteller
- Andreas Fuchs (* 1968), Autorennfahrer
- Heike Funk (* 1968), Triathletin
- Tobias Reiß (* 1968), Politiker
- Wolfgang Schamel (* 1968), Professor für Immunologie
- Alexander Schubert (* 1969), Historiker und Kulturmanager
- Anne Sterzbach (* 1969), Künstlerin
- Christian Höreth (* 1970), Moderator, Sportreporter und Autor

#### 1971 bis  2000
- Michael Bezold (* 1972), Schachspieler
- Michael Hofmann (* 1972), Fußballspieler

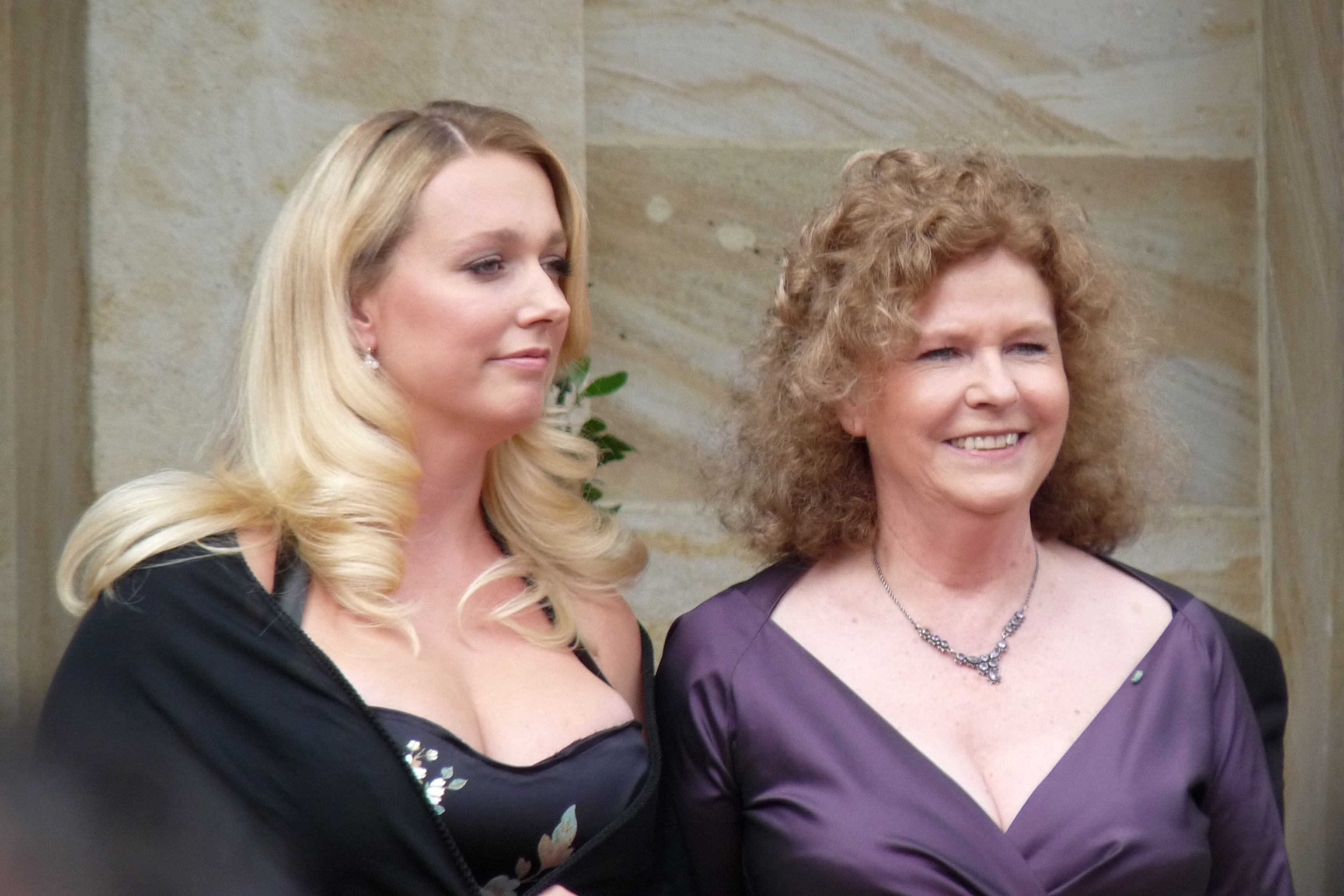
Katharina Wagner und Eva Wagner-Pasquier

- Christina Ringer (* 1974), Fernsehmoderatorin
- Saskia Marka (* 1975), Filmtiteldesignerin
- Ursula Reutner (* 1975), Sprachwissenschaftlerin
- Konstantin Lindner (* 1976), römisch-katholischer Theologe und Hochschullehrer
- Martin Schöffel (* 1977), Politiker
- Katharina Wagner (* 1978), Opernregisseurin
- Thomas Reiser (* 1979), Philologe und Übersetzer
- Maya Karin Rölcke (* 1979), malaiische Schauspielerin und Umweltaktivistin
- Konrad Fünfstück (* 1980), Fußballtrainer
- Janina-Kristin Götz (* 1981), Schwimmerin
- Hannes Grossmann (* 1982), Schlagzeuger
- Stefan Schwenk (* 1982), Regisseur und Schauspieler
- Fabian Dörfler (* 1983), Slalom-Kanute
- Anne Haug (* 1983), Profi-Triathletin
- Florian Mayer (* 1983), Tennisspieler
- Philippine Pachl (* 1984), Schauspielerin
- Philipp Petzschner (* 1984), Tennisspieler
- Daniel Sevo (* 1984), Eishockeyspieler
- Patrick Flynn (* 1985), Eishockeyspieler
- Philipp Harnisch (* 1985), Jazzmusiker
- Alexandra Ndolo (* 1986), Degenfechterin
- Anna Tavernier (* 1987), Cheerleaderin
- Julian Ratei (* 1988), Fußballspieler
- Manuel Stiefler (* 1988), Fußballspieler
- Stefan Kolb (* 1991), Fußballspieler
- Chris Wolf (* 1991), Fußballspieler
- Michael Netolitzky (* 1994), Fußballspieler
- Florian Vogel (* 1994), Schwimmsportler
- Patrick Weimar (* 1995), Fußballspieler
- Cemal Kaymaz (* 1997), Fußballspieler
- Julius Meyer-Siebert (* 2000), Handballspieler

### 21. Jahrhundert
- Jannik Hofmann (* 2002), Fußballspieler
- Robin Littig (* 2003), Fußballspieler

## Bekannte Einwohner von Bayreuth

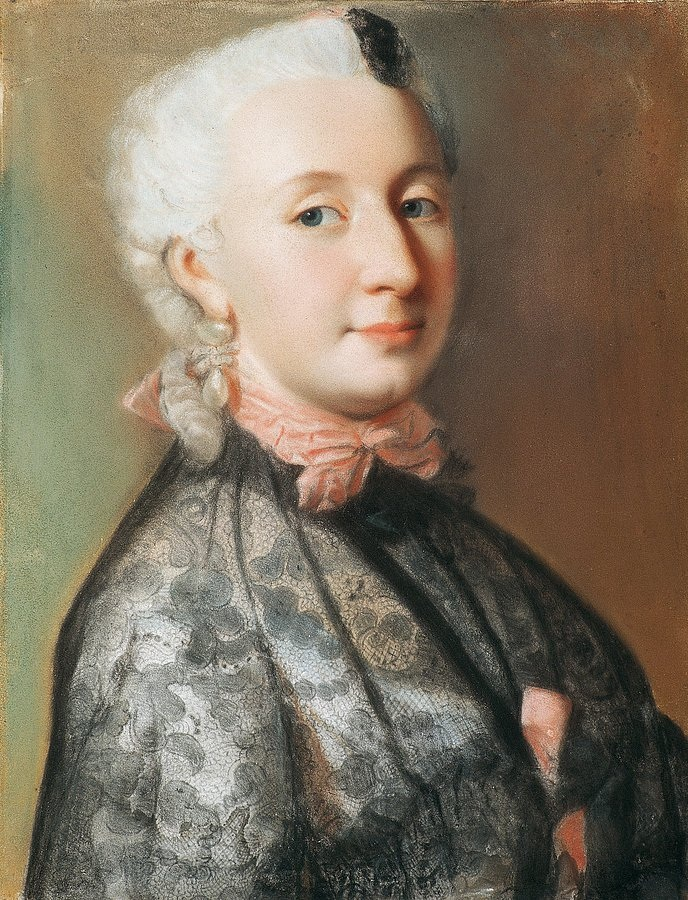
Wilhelmine von Preußen, Pastell Jean-Étienne Liotard zugeschrieben

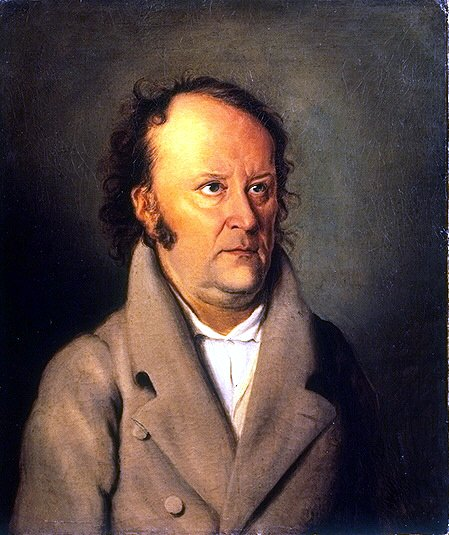
Jean Paul 1810

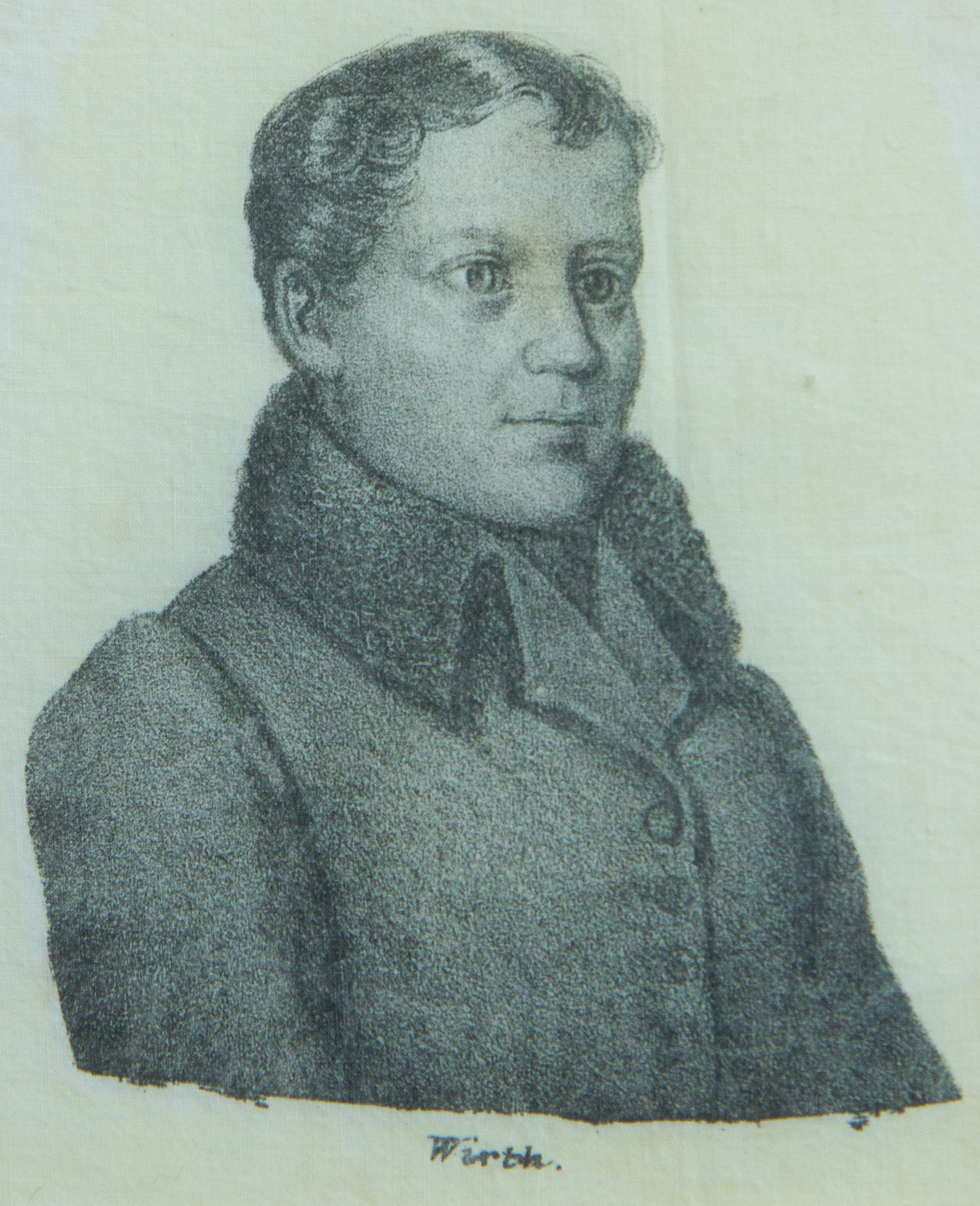
Johann Georg August Wirth

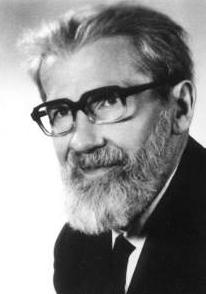
Ewald Naujoks

- Samuel Voelckel (1564–1621), erster Bayreuther Hofkapellmeister
- Christoph Schleupner (1566–1635), Generalsuperintendent und Hofprediger von Bayreuth
- Heinrich Bollandt (1578–1653), Bayreuther Hofmaler
- Christian (1581–1655), erster Bayreuther Markgraf
- Johann Staden (1581–1634), Fürstlicher Organist und Komponist
- Elias Räntz (1649–1732), Architekt und Bildhauer, ab ca. 1680 für Bayreuther Markgrafen tätig; u. a. Schöpfer des Markgrafenbrunnen
- Georg Albrecht Stübner (1680–1723), Dichter geistlicher Lieder und Professor
- Georg Wilhelm Laubenberg (1693–1714), Hofzwerg des Markgrafen Georg Wilhelm
- Giuseppe Galli da Bibiena (1696–1757), Architekt und Maler, entwarf die Ausstattung des Markgräflichen Opernhauses
- Adam Falckenhagen (1697–1754), Lautenist und Komponist am Bayreuther Hof
- Joseph Saint-Pierre (ca. 1704–1754), Architekt und Hofbaumeister in Bayreuth
- Johann Friedrich Grael (1707–1740), Baumeister des Barock und Baudirektor am Bayreuther Hof
- Wilhelmine von Preußen (1709–1758), preußische Königstochter, Markgräfin von Bayreuth, Komponistin, Schöpferin des Bayreuther Rokoko, Schwester von Friedrich dem Großen
- Giovanni Paolo Gaspari (1712–1775), Theaterarchitekt und Bühnenmaler zur Zeit Wilhelmines
- Johann Pfeiffer (1697–1761), Hofkapellmeister und Hofrat in Bayreuth, Komponist
- Giovanni Battista Pedrozzi (1711–1778), Hofstuckateur in Bayreuth
- Bernhard Joachim Hagen (1720–1787), Geiger, Lautenist und Komponist am Bayreuther Hof
- Carlo Galli da Bibiena (1728–1787), Sohn von Giuseppe Galli Bibiena; unterstützte seinen Vater bei der Ausstattung des Markgräflichen Opernhauses.
- Carl von Gontard (1731–1791), Architekt und Hofbaumeister in Bayreuth, ging später an den Hof Friedrichs II. nach Potsdam
- Lorenz Johann Jakob Lang (1731–1801), lutherischer Theologe und Dichter, Gymnasialprofessor, Geistlicher und Konsistorialrat sowie Hofbibliothekar in Bayreuth
- Johann Kapp (1739–1817), Professor, Konsistorialrat, Hofprediger und Superintendent in Bayreuth
- Christoph Heinrich Girbert (1751–1826), Musiker und Musikpädagoge, Girbert wirkte als Theatermusikdirektor in Bayreuth
- Maria Anna Thekla Mozart (1758–1841), Mozarts „Bäsle“, lebte von 1814 bis zu ihrem Tod zusammen mit Tochter und Schwiegersohn, Postmeister Franz Joseph Streitel, in der Postei, heute Friedrichstraße 15
- Jean Paul (1763–1825), eigentlich Johann Paul Friedrich Richter, Schriftsteller
- Gottlieb Adam Johann von Schallern (1766–1827), Arzt, Physikus in Bayreuth und Förderer der örtlichen Badeanstalt
- Christoph Friedrich Leers (1769–1825), Magistratsrat und Fabrikant, Stifter des Leers’schen Waisenhauses
- Georg zu Münster (1776–1844), Verwaltungsbeamter und Fossiliensammler, entdeckte 1834 das erste vollständige Saurierskelett in Deutschland
- Emanuel Osmund (1766–1842), Bankier, Kaufmann und Gelehrter, Freund des Dichters Jean Paul
- Gottlieb Keim (1783–1868), Anwalt, Stadtrat und Abgeordneter in der Frankfurter Nationalversammlung
- Johann Christoph von Held (1791–1873), Klassischer Philologe, Rektor des Gymnasiums
- Johann Georg August Wirth (1798–1848), Jurist und Schriftsteller, Organisator des Hambacher Fests, lebte von 1823 bis 1831 in Bayreuth
- Joseph Aub (1804–1880), Reformrabbiner
- Friedrich Karl Stahl (1811–1873), Psychiater, reformierte von 1853 bis 1862 das „Tollhaus“ St. Georgen in modern psychiatrischem Sinn.
- Franz Liszt (1811–1886), Komponist und Dirigent, verbrachte seine letzten Tage in Bayreuth und wurde auf dem Bayreuther Friedhof beigesetzt
- Richard Wagner (1813–1883), Dramatiker, Komponist, Dirigent und Regisseur, lebte seit 1872 in Bayreuth; Begründer und Leiter der Bayreuther Festspiele (1876, 1882)
- Cosima Wagner (1837–1930), Leiterin der Bayreuther Festspiele (1886–1906)
- Emil Warburg (1846–1931), Physiker, Präsident der Physikalisch-Technischen Reichsanstalt (1905–22), verbrachte seine letzten Lebensjahre bei seiner Tochter auf Gut Grunau, das heute im Stadtgebiet Bayreuths liegt
- Oskar Panizza (1853–1921), deutscher Nervenarzt, Schriftsteller und Publizist, verbrachte die letzten 16 Jahre seines Lebens in Bayreuth in einer psychiatrischen Anstalt
- Houston Stewart Chamberlain (1855–1927), englisch-deutscher Publizist; 1922 Ehrenbürger – 2013 aberkannt
- Anna Kratz (1861 – unbekannt), stadtbekannte Bordellbetreiberin[1]
- Siegfried Wagner (1869–1930), Dramatiker, Komponist, Dirigent, Regisseur und Bühnenbildner, Leiter der Bayreuther Festspiele (1908–30); 1913 Ehrenbürger
- Friedrich Puchta (1883–1945), sozialdemokratischer Politiker und Widerstandskämpfer gegen den Nationalsozialismus
- Albert Kesselring (1885–1960), Generalfeldmarschall im Zweiten Weltkrieg; wuchs in Bayreuth auf[2]
- Ferdinand Röntgen (1896–1966), Maler und Grafiker
- Winifred Wagner (1897–1980), Leiterin der Bayreuther Festspiele (1930–44); 1933 Ehrenbürgerin
- Ewald Naujoks (1903–1985), Widerstandskämpfer, Pazifist und Atheist
- Karl „Charly“ Ruth (1907 – nach 1973), Widerstandskämpfer und „Retter der Stadt“
- Werner Emmerich (1908–1968), Historiker; lebte zuletzt und starb in Bayreuth
- Richard Müller (1920–1986), 1960–1962 Mitglied des Bayreuther Stadtrats
- Werner Froemel (1927–2009), Maler und Bildhauer; 2008: Kulturpreis der Stadt Bayreuth
- Jochen Lobe (1937–2025), Schriftsteller
- Eberhard Wagner (* 1938), Mundartforscher, Mundartlyriker, Bühnenautor und Schauspieler, 2010: Kulturpreis der Stadt Bayreuth[3]
- Helmut Bieler (1940–2019), Komponist, Pianist und Musikpädagoge
- Bernd Mayer (1942–2011), Journalist und Stadthistoriker, Bürgermeister u. Stadtrat (Bayreuther Gemeinschaft)
- Eva Wagner-Pasquier (* 1945), Künstlerische Leiterin und Geschäftsführerin der Bayreuther Festspiele (ab 2008)
- Karl Rathgeber (* 1950), 1994 bis 2000 Direktor der Fachakademie für evangelische Kirchenmusik, 2000 bis 2012 Gründungsrektor und mehrfach wieder gewählter Rektor der Hochschule für evangelische Kirchenmusik der Evangelisch-Lutherischen Kirche in Bayern
- Georg Kämpf (* 1956), Basketballnationalspieler und Bundestrainer, Bayreuther Stadtrat (Bayreuther Gemeinschaft)
- Bruno Kramm (* 1967), Musiker und Politiker
- Karl-Theodor zu Guttenberg (* 1971), Politiker (CSU) und ehemaliger Bundesverteidigungsminister, studierte und promovierte an der Bayreuther Universität, wobei der Doktorgrad im Februar 2011 wieder aberkannt wurde.
- Adam Jaskolka (* 1979), Schauspieler und Sänger. Wuchs im Landkreis auf, machte in Bayreuth sein Abitur und unterstützt immer noch die dortige Kulturszene
- Christine Theiss (* 1980), Kickboxerin und amtierende Weltmeisterin, lebte von 1984 bis 2001 in Bayreuth und erlernte dort das Kickboxen
- Michael Müller (* 1984), Handball-Nationalspieler, erlernte zusammen mit seinem Zwillingsbruder Philipp das Handballspielen bei HaSpo Bayreuth
- Philipp Müller (* 1984), Handball-Nationalspieler, erlernte zusammen mit seinem Zwillingsbruder Michael das Handballspielen bei HaSpo Bayreuth

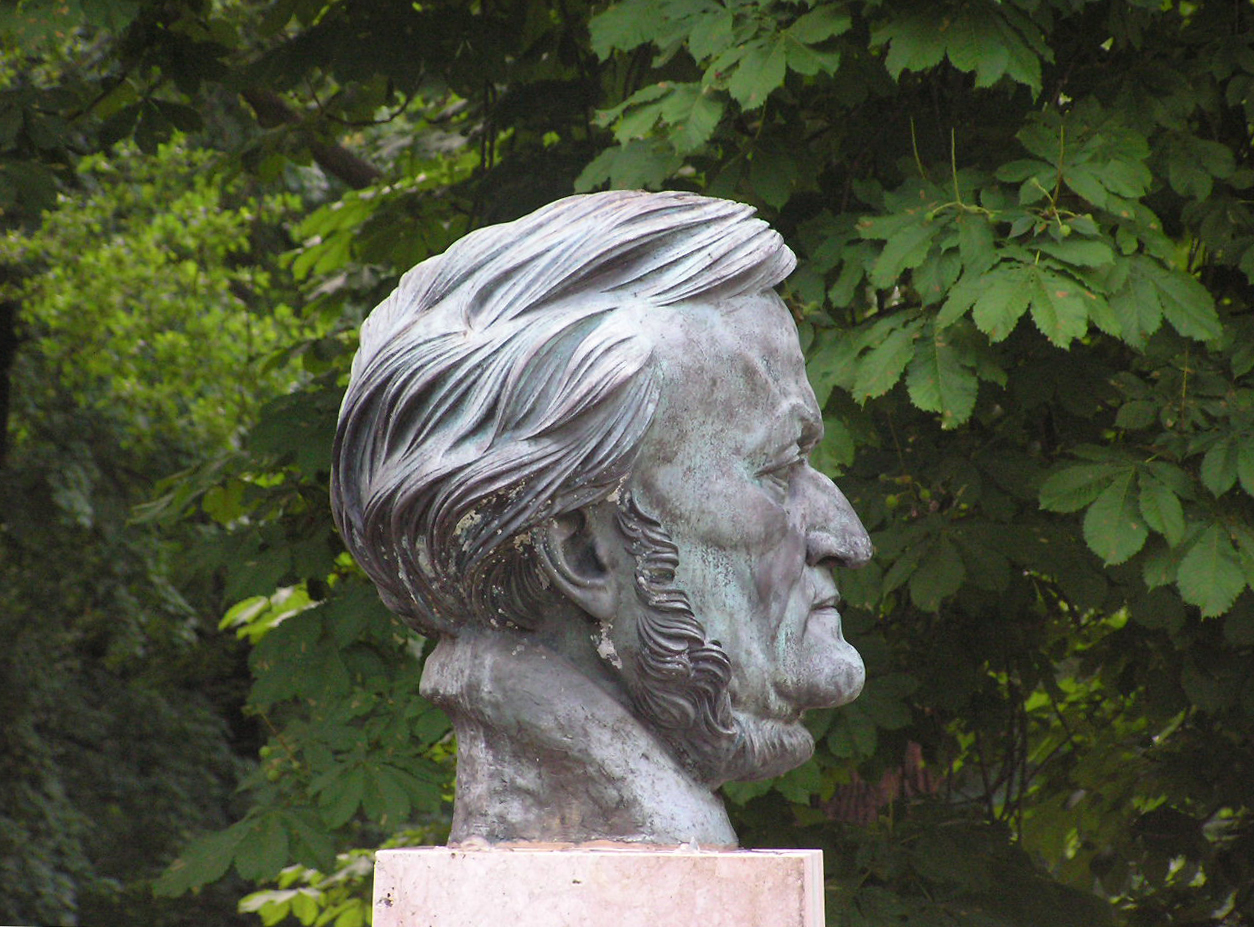
Büste Richard Wagners im Festspielpark
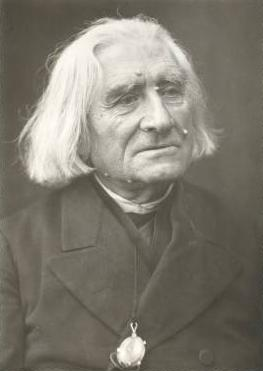
Franz Liszt im hohen Alter
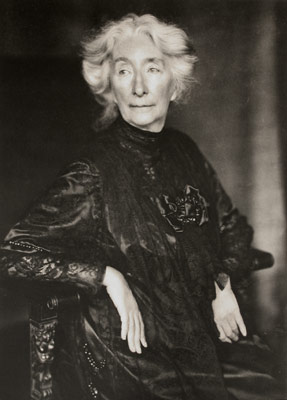
Cosima Wagner 1905
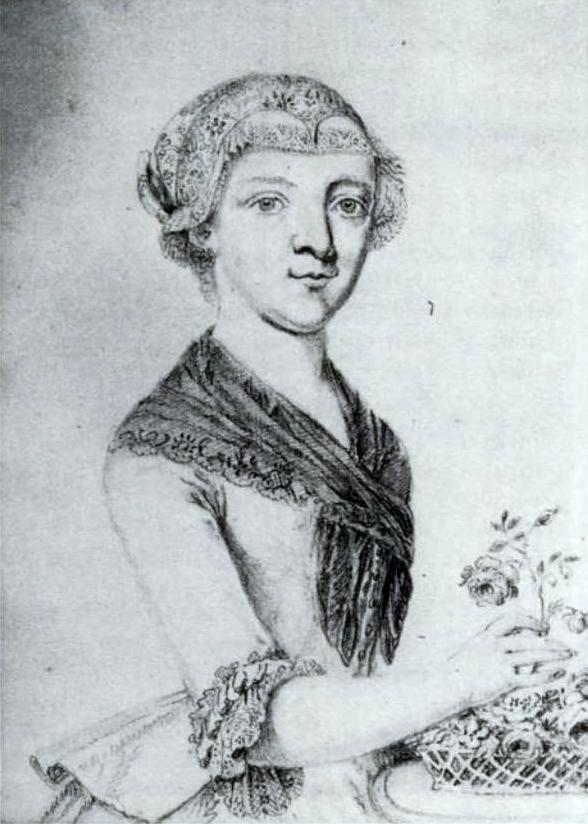
Maria Anna Thekla Mozart
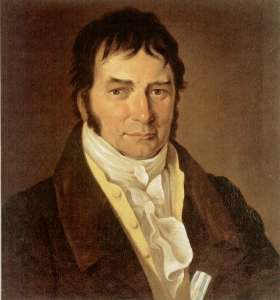
Porträt von Christoph Friedrich Leers
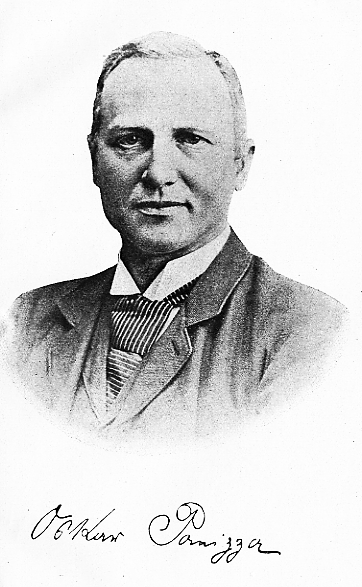
Oskar Panizza
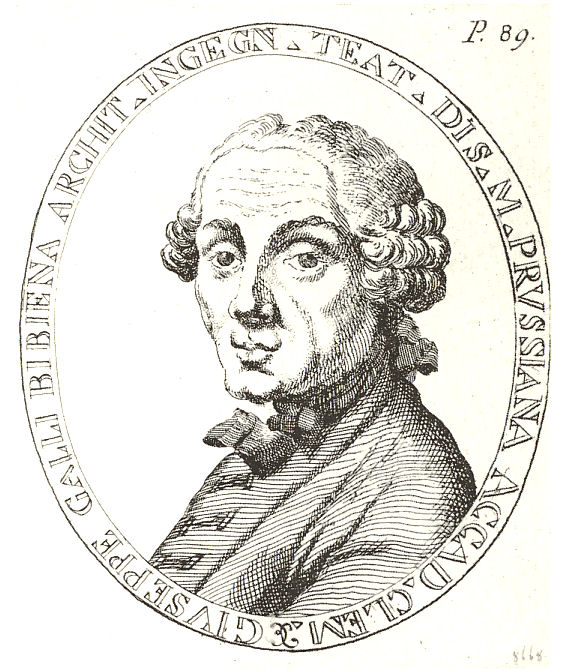
Giuseppe Galli Bibiena
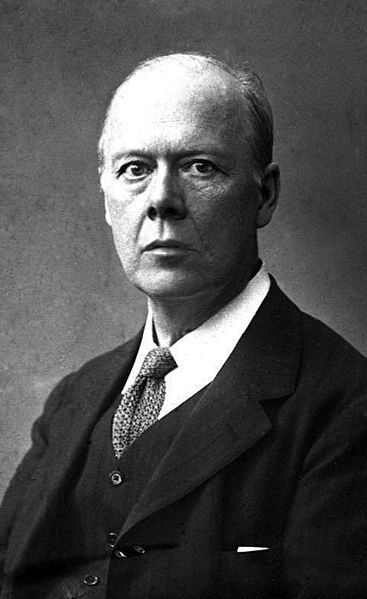
Houston Stewart Chamberlain
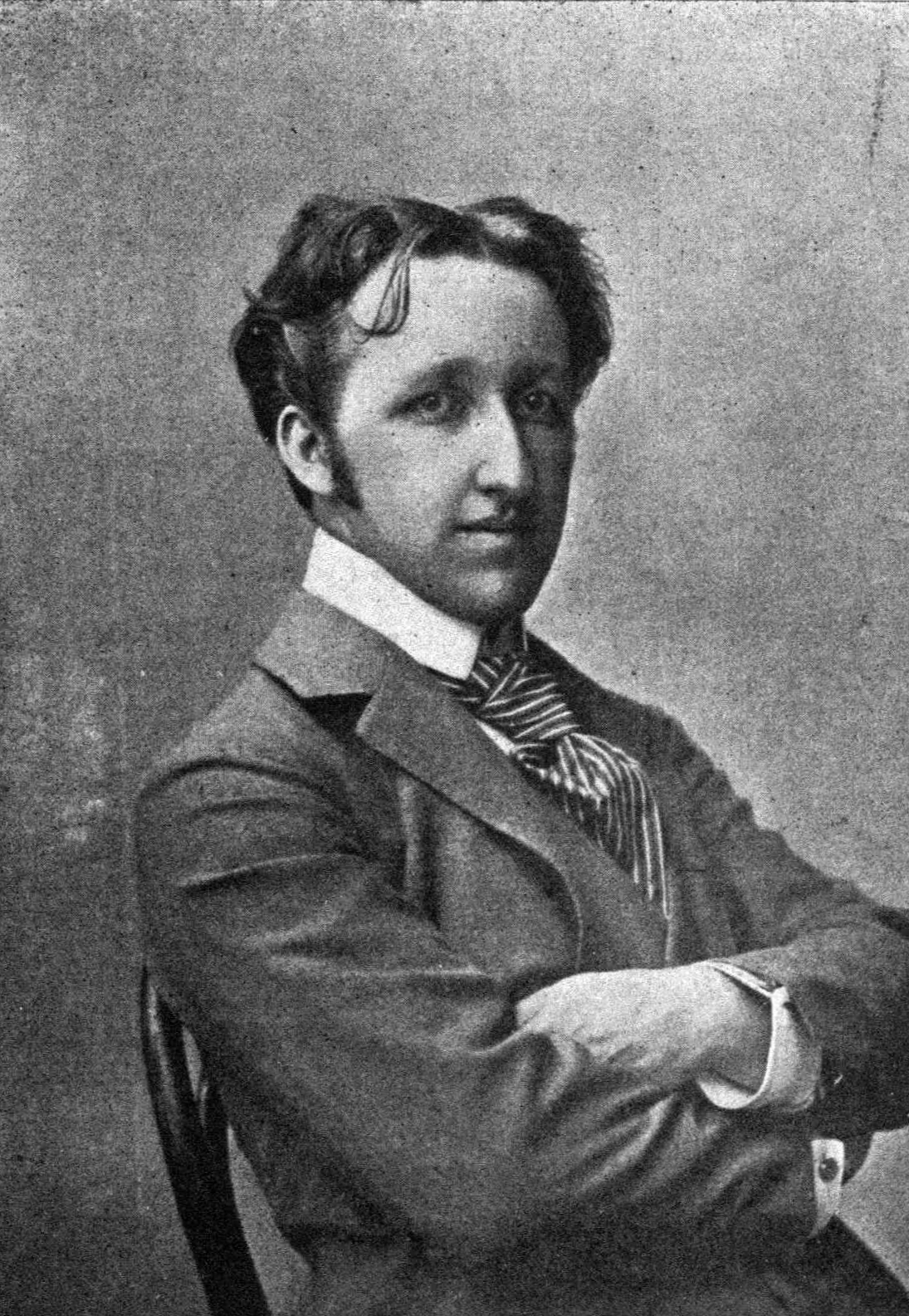
Siegfried Wagner um 1896
Winifred Wagner 1916
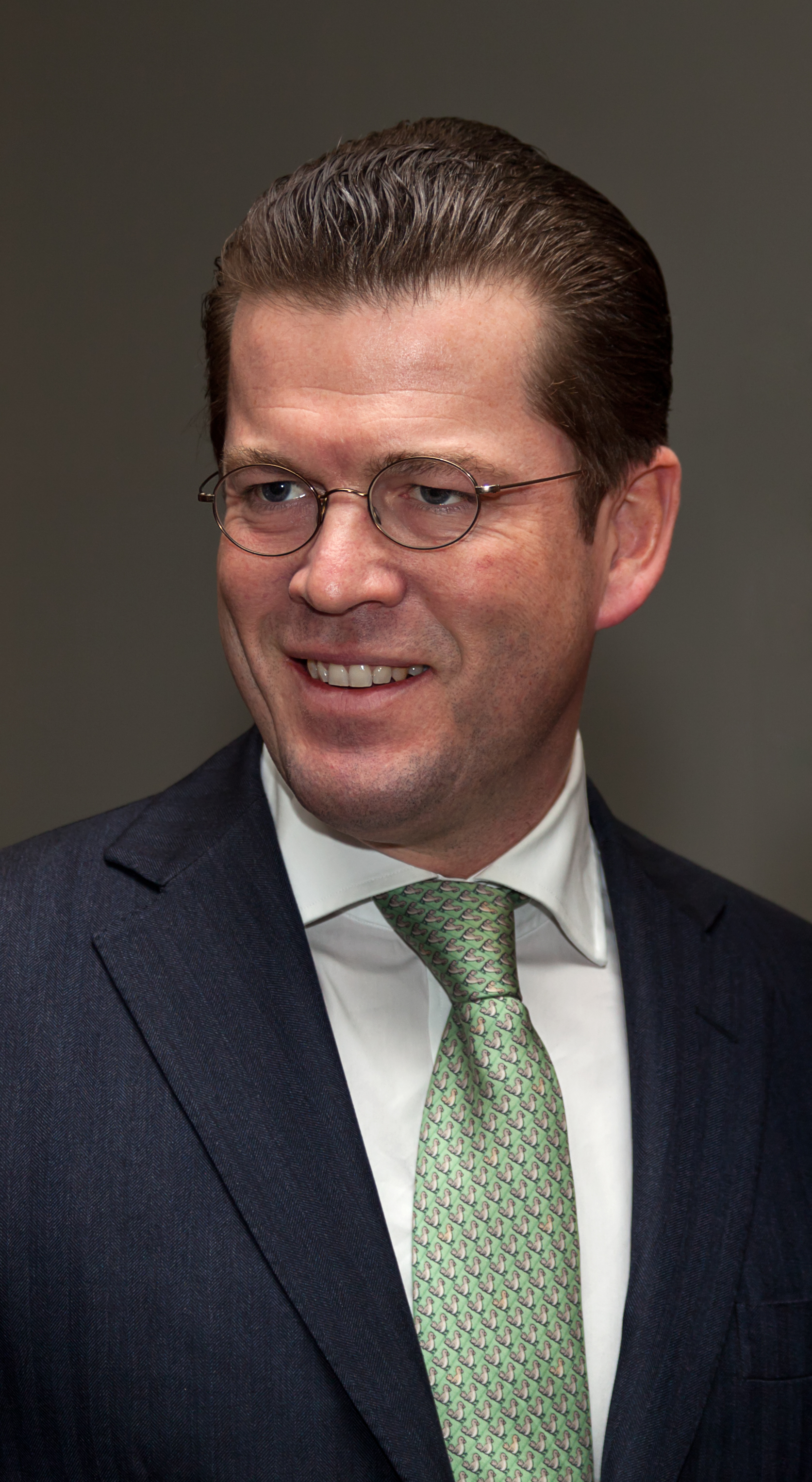
Karl-Theodor zu Guttenberg
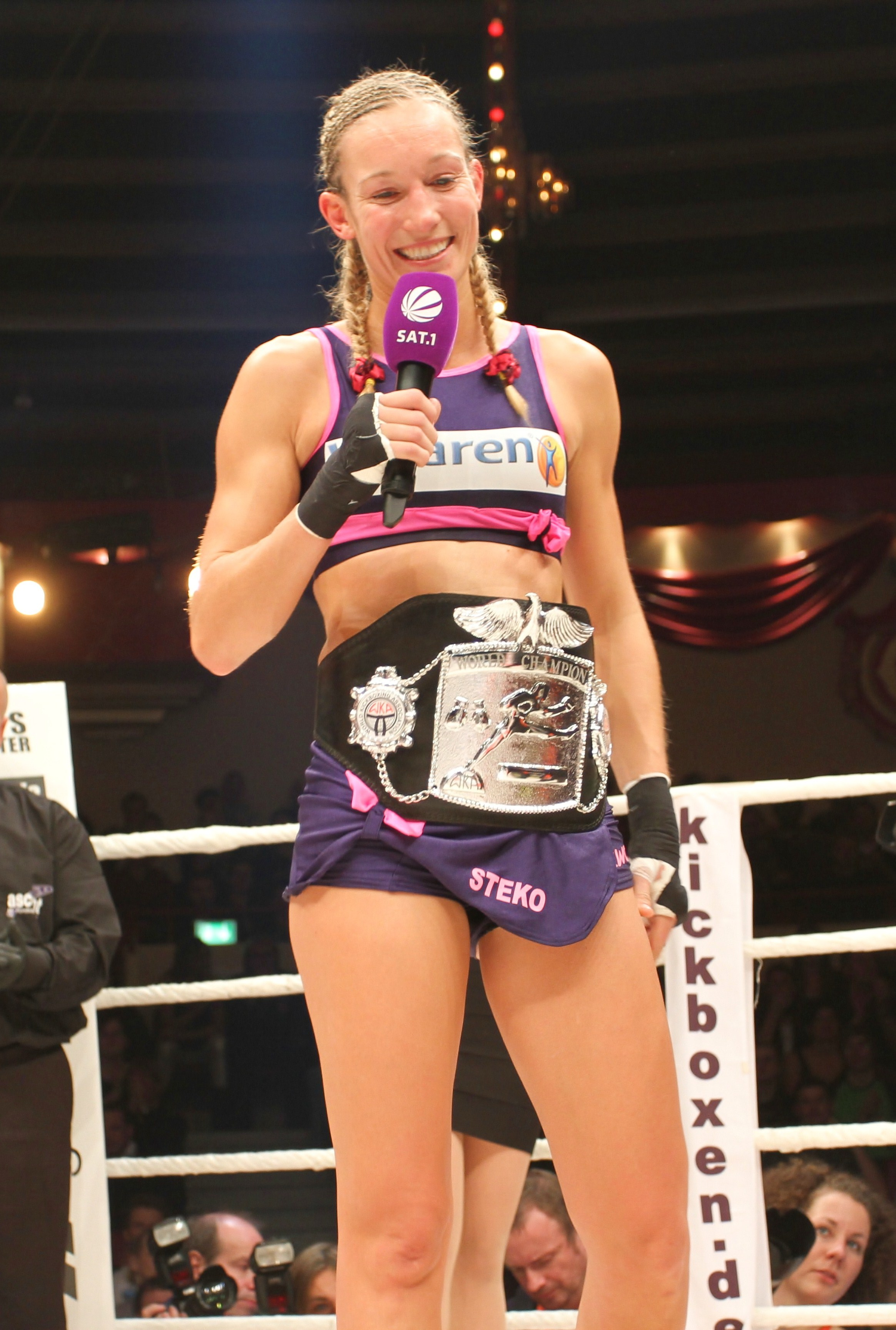
Christine Theiss

## Belege
1. ↑  Kurt Herterich: Südliches Bayreuth, S. 89
2. ↑  Das Denkmal des „lächelnden Albert“ in: Nordbayerischer Kurier vom 13. Mai 2015, S. 20
3. ↑  Stadt Bayreuth (Hrsg.): Statistisches Jahrbuch der Stadt Bayreuth 2010. Bayreuth Januar 2013, S. 18 (bayreuth.de [PDF]).